# Emily Lau
Emily Lau Wai-Hing (en chinois : 劉慧卿 ; née le 21 janvier 1952) est un politicienne chinoise de Hong Kong qui défend la liberté de la presse et les droits de l'homme. Ancienne journaliste, elle est devenue la première femme directement élue au Conseil législatif de Hong Kong lors des élections de 1991. Elle a été conseillère législative pour les nouveaux territoires de l'est dans les années 1990 et 2000 jusqu'en 2016. Elle a également été présidente du Parti démocratique.

## Biographie
En décembre 1984, après la signature de la déclaration commune sino-britannique sur la question de Hong Kong, le Premier ministre britannique Margaret Thatcher s'est déplacée à Hong Kong pour donner une conférence de presse. La journaliste Emily Lau interroge Margaret Thatcher : « Madame le Premier ministre, il y a deux jours vous avez signé un accord avec la Chine promettant de livrer plus de cinq millions personnes dans les mains d'une dictature communiste. Est-ce moralement défendable, ou est-il bien vrai que dans la politique internationale la plus haute forme de moralité est son propre intérêt national ? » Margaret Thatcher a répondu en disant que tout le monde à Hong Kong est satisfait de l'accord, et qu'Emily Lau est peut-être une exception.
Emily Lau indique qu'elle n'a jamais prévu de faire une carrière dans la politique, mais sa rencontre avec un ministre britannique l'a fait changé d'avis. Alors qu'elle était journaliste spécialisée des questions économiques de l'Extrême-Orient, elle interroge un ministre britannique, qui lui demande si elle envisage de se présenter aux élections. Elle lui répond « Oui, mais où sont les élections? Vous, les Anglais, ne nous donnez pas une chance ». Cinq ans après la signature de la rétrocession, elle se présente en 1991 aux premières élections libres, elle est élue. Elle milite pour développer un système politique démocratique. Un an avant la rétrocession de 1997, avec trois autres militants pro-démocratique, elle se couche au milieu d'une route dans le quartier de Wan Chai, un début de désobéissance civile préfigurant des manifestations ultérieures.
En 2016, Emily Lau Wai-Hing s'est engagée à continuer à jouer un rôle actif dans la société civile de Hong Kong après qu'elle a quitté l'Assemblée législative en septembre. Elle insiste sur le fait qu'elle n'a aucun intérêt à postuler pour assurer une fonction tant que le processus électoral « reste antidémocratique ».